# Terras Salgadas
Terras Salgadas (portuguès "terres salades") és un terreny pla que cobreix la part nord-oest de l'illa de Maio, a Cap Verd. És una àrea protegida com a reserva natural, on es troben els pantans salats, dunes de sorra, formacions de lava i els ecosistemes marins. La zona és rica en espècies endèmiques d'aus marines, peixos i tortugues marines. Els assentaments més propers són Morrinho i Cascabulho.
Durant l'última edat de gel, Terras Salgadas es va estendre probablement de 10 a 60 km al nord del punt més septentrional de l'actual illa. Aleshores era un istme estret que es trobava a 40 km al nord i s'unia a la zona que actualment és l'illa de Boa Vista, on era probable que la part sud estigués dominada pels aiguamolls. Quan pel 5000 aC es va aixecar el nivell del mar, l'illa oriental es va dividir en les dues illes actuals de Boa Vista i Maio, i Terras Salgadas cobria el nord de l'illa, probablement en àrees que ara estan sota l'aigua, Ponta Cais en aquest moment era més al nord i uns petits turons cobrien la part oriental.